# 交響曲第28番 (ハイドン)
交響曲第28番 イ長調 Hob. I:28 は、フランツ・ヨーゼフ・ハイドンが1765年に作曲した交響曲。
本作から第31番『ホルン信号』までの4曲は、残された自筆原稿から1765年に作曲されたことが判明している。この中で本作の自筆原稿は部分的に他と異なる種類の紙を使っており、またエントヴルフ・カタログ（草稿目録）上では第31番『ホルン信号』・第29番とは別のインクで下に書かれていることから、他の曲よりも遅れて作曲されたと考えられる。

## 編成
オーボエ2、ホルン2、第1ヴァイオリン、第2ヴァイオリン、ヴィオラ、低音（チェロ、ファゴット、コントラバス）。

## 曲の構成
- 第1楽章 アレグロ・ディ・モルト
イ長調、4分の3拍子、ソナタ形式。

冒頭は一見、8分の6拍子にも聴こえるような3対3のリズム音型が一貫して展開され、独特の拍節感、リズム感を持っており、ベートーヴェンに通じる手法である。再現部ではイ短調で独奏オーボエが主題を歌うのが印象的。

- 第2楽章 ポコ・アダージョ
ニ長調、4分の2拍子、ソナタ形式。

弦楽器のみで演奏される。弱音器をつけたヴァイオリンの主題は、レガートとスタッカートの交替により動きをもって進行する。

- 第3楽章 メヌエット：アレグロ・モルト - トリオ
イ長調 - イ短調、4分の3拍子。
ヴァイオリンの隣同士の弦（E線の開放弦とA線）を移動して同音を交互に弾く弦楽器独自の書法（バリオラージュ）が利用された珍しいメヌエット。同様の技法をハイドンはときどき使用しており、交響曲第45番『告別』の終楽章に出現するほか、『蛙』の愛称で知られる『弦楽四重奏曲第41番（旧第49番）ニ長調』（Hob. III:49）の終楽章がよく知られる。
トリオは弦楽器のみのイ短調で狭い音域をうろつきまわるような旋律。交響曲第29番のトリオほどではないが、何かが欠けたような異様な音楽になっている。

- 第4楽章 フィナーレ：プレスト
イ長調、8分の6拍子、ソナタ形式。
結果的に第1楽章と似た動機が使用されているがすっきりとした小規模なソナタである。